# Дикалб (окръг, Алабама)
Окръг Дикалб (на английски: DeKalb County) е окръг в щата Алабама, Съединени американски щати. Площта му е 2018 км², а населението – 71 608 души (1 април 2020). Административен център е град Форт Пейн.